# Лютер Бербанк
Лю́тер Берба́нк (англ. Luther Burbank, *7 березня 1849 — †11 квітня 1926) — американський біолог, селекціонер-дарвініст, помолог.
В 1875 році заклав у Санта-Росі (Каліфорнія) розсадник, де вивів багато цінних сортів плодових, декоративних, овочевих і польових культур (серед них — гібрид абрикоса й сливи, слива без кісточки, крупноягідна ожина без колючок, велетенські дерева волоського горіха та ін.).
У своїй селекційній роботі Бербанк користувався рядом прийомів активного виховання властивостей рослин, але не зумів цілком оволодіти методом планомірного створення нових рослинних форм. Застосовуючи гібридизацію для розхитування спадковості організмів, активно посилюючи корисні відхилення в розвитку гібридів відповідним вихованням рослин, Бербанк все ж не зробив цих методів основними в своїй роботі. В багатьох випадках він вдавався до створення маси гібридів з тим, щоб серед них знайти одну рослину з бажаною зміною властивостей. Саме за це і критикував його праці І. В. Мічурін. Разом з тим І. В. Мічурін та К. А. Тімірязєв високо цінили дійову сторону праць Бербанка.